# Sylvamicropteron
Sylvamicropteron – wymarły rodzaj owadów z rzędu świerszczokaraczanów, obejmujący tylko jeden znany gatunek: Sylvamicropteron harpax.
Rodzaj i gatunek opisane zostały w 2004 roku przez Daniła Aristowa. Opisu dokonano na podstawie pojedynczej skamieniałości, odnalezionej w formacji Koszelewka, w rosyjskiej Czekardzie i pochodzącej z piętra kunguru w permie.
Owad o ciele długości 15 mm i nieco szerszej niż dłuższej głowie, wyposażonej w nieregularnego kształtu oczy, smukłe czułki, trapezowatą wargę górną i ostro uzębione, grube żuwaczki. Zaokrąglenie trapezowate przedplecze posiadało wąskie paranotalia. Przednia para odnóży miała szerokie i silnie wydłużone uda. Skrzydła były skrócone. Przednie skrzydło miało 7,5 mm długości, wypukły przedni brzeg, pole subkostalne dwukrotnie węższe od kostalnego, pięć przednich odnóg żyłki subkostalnej przecinających pole kostalne i prostą żyłkę radialną.